# Усково (Кемеровская область)
Усково — посёлок в Новокузнецком районе Кемеровской области. Входит в состав Красулинского сельского поселения.

## География
Посёлок находится на расстоянии 35 км к северо-востоку от города Новокузнецк, административного центра района. Центральная часть населённого пункта расположена на высоте 234 м над уровнем моря.

## Население
| 2010 |
| ---- |
| 30   |

### Половой состав
По данным Всероссийской переписи населения 2010 года, в посёлке Усково проживало 30 человек (15 мужчин, 15 женщин).